# Beautiful Valley
Pour plus de détails, voir Fiche technique et Distribution.
Beautiful valley (Emek tiferet) est un film israélien écrit et réalisé par Hadar Friedlich, sorti en 2011.

## Synopsis
En Israël, Hanna, une kibboutznik de 80 ans, refuse la déchéance de la communauté qu'elle a contribué à créer il y a très longtemps, avec notamment son vieil ami Shimon, et dont la directrice n'est autre que Yaël, la propre fille de Hanna.

## Fiche technique
- Titre : Beautiful valley
- Titre original : Emek tiferet
- Réalisation : Hadar Friedlich
- Scénario : Hadar Friedlich
- Photo : Yossi Uzrad
- Musique : Uri Ophir
- Montage : Hadar Friedlich, Nelly Quettier
- Costumes : Shunit Aharoni
- Supervision des effets visuels : Christophe Lucotte
- Producteur : Yael Fogiel, Laetitia Gonzalez, Guy Jacoel, Yochanan Kredo, Eilon Ratzkovsky, Yossi Uzrad
- Distribution (France) : Les Films du Poisson
- Dates de sortie :
  -  10 juillet 2011 (Jerusalem Film Festival)
  -  14 novembre 2012

## Distribution
- Batia Bar : Hanna
- Gili Ben-Ozilio : Yael, la fille de Hanna, directrice du kibboutz
- Hadar Avigad : Naama, la petite-fille de Hanna
- Ruth Geller : Myriam, la voisine pianiste
- Eli Ben-Rey : Shimon, l'archiviste du kibboutz
- Hadas Porat : Odeda, la caissière du réfectoire

## Autour du film
- La réalisatrice Hadar Friedlich est elle-même née dans un kibboutz dans la vallée de Bet Shean en Israël[1].

## Récompenses et nominations
- Prix du jury au Festival international du cinéma méditerranéen de Montpellier
- Prix du meilleur premier film au Festival du film de Jérusalem
- Mention spéciale au Festival International du Film de Saint-Sébastien